# Categoría Primera A
Kolumbijska 1. liga ali Categoría Primera A šteje osemnajst klubov. División Mayor del Fútbol Profesional Colombiano, bolj znano kot Dimayor, upravlja sistem za promocijo in obstanek tudi z drugo ligo imenovano Categoría Primera B. Doslej se je 14 klubov okronalo z naslovom državnega prvaka Kolumbije. Največ prvenstev ima v lasti klub  Millonarios Fútbol Club iz Bogote s štirinajstimi naslovi.

## Naslovi državnih prvakov
| Klub                             | Število naslovov prvaka | Drugouvrščeni | Prvaki                                                                                | 2.mesto                                                                   |
| -------------------------------- | ----------------------- | ------------- | ------------------------------------------------------------------------------------- | ------------------------------------------------------------------------- |
| Millonarios F.C.                 | 14                      | 9             | 1949, 1951, 1952, 1953, 1959, 1961, 1962, 1963, 1964, 1972, 1978, 1987, 1988 in 2012  | 1950, 1956, 1958, 1967, 1973, 1975, 1984, 1994 y 1995/96                  |
| América de Cali                  | 13                      | 7             | 1979, 1982, 1983, 1984, 1985, 1986, 1990, 1992, 1996/97, 2000, 2001, 2002-I y 2008-II | 1960, 1969, 1987, 1991, 1995, 1999 y 2008-I                               |
| Atlético Nacional                | 11                      | 10            | 1954, 1973, 1976, 1981, 1991, 1994, 1999, 2005-I, 2007-I, 2007-II, 2011-I             | 1955, 1965, 1971, 1974, 1988, 1990, 1992, 2002-I, 2004-I in 2004-II       |
| Deportivo Cali                   | 8                       | 12            | 1965, 1967, 1969, 1970, 1974, 1995-96, 1998 in 2005                                   | 1949, 1962, 1968, 1972, 1976, 1977, 1978, 1980, 1985, 1986, 2003-II, 2006 |
| Junior de Barranquilla           | 7                       | 6             | 1977, 1980, 1993, 1995, 2004, 2010-I y 2011                                           | 1948, 1970, 1983, 2000, 2003-I, 2009-I                                    |
| Independiente Santa Fe           | 7                       | 3             | 1948, 1958, 1960, 1966, 1971, 1975 y 2012                                             | 1963, 1979 in 2005-I                                                      |
| Deportivo Independiente Medellín | 5                       | 7             | 1955, 1957, 2002-II, 2004 2009                                                        | 1959, 1961, 1966, 1993, 2001, 2008-II in 2012                             |
| Once Caldas                      | 4                       | 2             | 1950, 2003-I, 2009-I y 2010                                                           | 1998 in 2011                                                              |
| Deportes Tolima                  | 1                       | 5             | 2003                                                                                  | 1957, 1981, 1982, 2006 in 2010                                            |
| Deportes Quindío                 | 1                       | 2             | 1956                                                                                  | 1953 in 1954                                                              |
| Deportivo Pasto                  | 1                       | 2             | 2006                                                                                  | 2002 in 2012-I                                                            |
| Cúcuta Deportivo                 | 1                       | 1             | 2006                                                                                  | 1964                                                                      |
| Unión Magdalena                  | 1                       | 0             | 1968                                                                                  |                                                                           |
| Boyacá Chicó F.C.                | 1                       | 0             | 2008                                                                                  |                                                                           |
| La Equidad                       | 0                       | 3             |                                                                                       | 2007, 2010-I in 2011                                                      |
| Boca Juniors de Cali             | 0                       | 2             |                                                                                       | 1951 in 1952                                                              |
| Atlético Huila                   | 0                       | 2             |                                                                                       | 2007 in 2009                                                              |
| Atlético Bucaramanga             | 0                       | 1             |                                                                                       | 1996/97                                                                   |
| Real Cartagena                   | 0                       | 1             |                                                                                       | 2005-II                                                                   |